# Barleria horrida
Barleria horrida är en akantusväxtart som beskrevs av Buscalioni och Muschler. Barleria horrida ingår i släktet Barleria och familjen akantusväxter. Inga underarter finns listade i Catalogue of Life.